# Stanely Castle
Stanely Castle ist die Ruine einer Niederungsburg (Tower House) im Stanely Reservoir südlich von Paisley in der schottischen Council Area Renfrewshire am Fuße der Gleniffer Braes. Die Burg wurde vermutlich Anfang des 15. Jahrhunderts auf einer Insel im Sumpfland errichtet. Die Burg ist heute eine Ruine. Seit 1837 ist sie teilweise von den Wassern des Stausees überschwemmt und vollkommen unzugänglich. Wenn das Wasser aus dem See abgelassen wird, kann man sehen, dass die Burgruine auf einer schmalen Landzunge steht, die im Südwesten mit dem Ufer des Stausees verbunden ist.

## Geschichte
Stanely war der ehemalige Sitz der Familie Danzielston. Anfang des 15. Jahrhunderts fiel das Anwesen an die Maxwells von Calderwood, die es 1629 an Lady Ross of Hawhead weiterverkauften. Im 18. Jahrhundert fiel es an die Earls of Glasgow der Familie Boyle. Dann diente die Burg als Schule, wurde aber Anfang des 19. Jahrhunderts aufgegeben. George Boyle, 4. Earl of Glasgow, verkaufte es an die Paisley Water Company, die den heutigen Stausee anlegte.

## Bau
Die Burg ist aus örtlichem Freestone erbaut, der nur wenig Verwitterung zeigt. Sie wurde aus großen, ungefähr quadratischen, mit dem Hammer behauenen Blöcken errichtet, die in groben Lagen verbaut wurden. Konsolen und Fenstereinfassungen sind verkleidet. Ein großer Anteil des Mauerwerks besteht aus behauenem und verkleidetem Stein, insbesondere im Inneren des Gebäudes. Die Fenster sind klein und es gibt schlüssellochförmige Schießscharten.

## Beschreibung
Die Inselburg ist ein Tower House mit L-förmigem Grundriss und vier Stockwerken. Normalerweise wäre auch ein Dachgeschoss enthalten gewesen, aber es ist klar, dass die Burg in zwei Phasen erbaut wurde. Der erste Bauabschnitt war ein Turm mit rechteckigem Grundriss und einer NNE-SSW-Ausrichtung. An diesen Block wurde in einer zweiten Phase eine Erweiterung mit quadratischem Grundriss angefügt. Als dieser Flügel angebaut wurde, war es notwendig, neue Öffnungen für die neuen Räume zu schaffen. Die einzige Eingangstüre zur Burg lag an der Ostseite.
Die Obergeschosse waren über eine Wendeltreppe in der Nordostecke erreichbar. Im Erdgeschoss waren zwei Räume untergebracht, die als Lagerkeller dienten. In der südlichen Giebelwand befindet sich ein privates Treppenhaus, das zum Rittersaal darüber führt. Im ersten Obergeschoss des Anbaus lag die Küche, daneben im Hauptblock der Rittersaal und ein privater Raum. Im 2. und 3. Obergeschoss waren jeweils zwei Schlafkammern im Hauptblock untergebracht und ein zusätzlicher Raum im Anbau. Jeder dieser Räume war mit einem offenen Kamin und einem Abort ausgestattet.
Stanely Castle besitzt zwei Geschosse über dem Rittersaal, aber es gibt keine Hinweise auf Räume im Dach. Es ist aber möglich, dass dort ein oder zwei Räume geschaffen wurden. Die Herdsteuerliste von 1691 weist elf Feuerstellen aus. Da die Räume in allen Geschossen bis zur Brüstung nur neun Feuerstellen enthalten, erhärtet dies den Hinweis auf Dachräume im Hauptblock.
Stanely Castle gilt als Scheduled Monument.